# Electrona paucirastra
Electrona paucirastra es un pez linterna que se encuentra distribuido en casi todos los océanos. Crece hasta una longitud máxima de 7,0 centímetros (2,8 pulgadas). Es una especie mesopelágica, que se encuentra cerca de la superficie durante la noche.
Pertenece a la familia Myctophidae.